# Irvine (Kalifornia)
Irvine település az Amerikai Egyesült Államok Kalifornia államában, Orange megyében. Lakosainak száma 307 670 fő (2020. április 1.).

## Közlekedés
A települést érinti az Amtrak távolsági vasúti járata is, a Pacific Surfliner.

## Népesség
A település népességének változása:
| Lakosok száma | 10 081 | 60 600 | 120 000 | 179 975 | 202 947 | 212 375 | 232 305 | 250 384 | 272 462 | 307 670 |
|               | 1971   | 1980   | 1995    | 2005    | 2008    | 2010    | 2013    | 2015    | 2018    | 2020    |